# Johan Botha
Johan Botha (Rustenburg, Sudáfrica, 19 de agosto de 1965 – Viena, Austria, 8 de septiembre de 2016) fue un tenor operístico sudafricano que se nacionalizó austríaco.

## Vida
Nacido en Derby, una comunidad agrícola a ochenta kilómetros al oeste de Johannesburgo, hijo de un jefe de correos y de una empleada de correos. De niño, padeció dislexia.
Sus padres, alentados por el pastor de la familia, pertenecientes a la Iglesia reformada neerlandesa, llevaron a su hijo a clases de canto con una refugiada checa. El joven Johan tenía una voz gloriosa y era capaz de alcanzar las notas más altas del aria de la Reina de la Noche de la ópera La flauta mágica de Mozart. Posteriormente, la familia se trasladó a Rustenburg, donde su padre encontró trabajo en una mina de cromo, de manera que Johan pudo continuar su educación sin ser enviado a un internado.
Los dos años del servicio militar los realizó en el Coro de la Fuerza Aérea de Sudáfrica y también tocó la guitarra y la percusión en una banda de jazz militar. Al licenciarse, entró en la escuela de ópera Pretoria Technikon, comenzando como bajo-barítono, si bien en 1986 o 1987 su voz empezó a cambiar hacia la tesitura de tenor, lo que provocó que su maestro, Eric Muller, albergara esperanzas de que Johan pudiera convertirse en un tenor wagneriano.
Botha estaba casado con Sonja Botha desde 1992 y tenía dos hijos. Era un hombre profundamente religioso y buscaba una iglesia allá donde estuviera cantando.
En noviembre de 2015 le fue diagnosticado en un hospital de Viena un cáncer de hígado, del que falleció el 8 de septiembre de 2016 en Viena.

## Carrera
Debutó en 1989 como Max en El cazador furtivo de Carl Maria von Weber en Johannesburgo. Fue escuchado por Norbert Balatsch, director del coro del Festival de Bayreuth, quien le invitó a unirse a él a la par que cantaba en pequeños teatros de Alemania. Su salto internacional tuvo lugar en 1993, cuando cantó Pinkerton en Madama Butterfly en la Ópera de la Bastilla, abriéndole las puertas de la Royal Opera House, Metropolitan Opera House, Volksoper de Viena o la Ópera Alemana de Berlín.
En 1996 debutó en la Ópera Estatal de Viena, teatro con el que tuvo una especial relación y que se convirtió en su hogar artístico, siendo nombrado en 2003 Kammersänger de esta institución y siendo así el cantante más joven a quien le ha sido concedida tal distinción. Residía en Viena y adquirió la nacionalidad austríaca, si bien viajaba regularmente a su país natal. También fue un asiduo en el Metropolitan Opera House, donde llegó a cantar diez papeles y hacer ochenta funciones. El cantante consideraba que los grandes hitos de su carrera fueron cantar en el Festival de Bayreuth, la Ópera de la Bastilla, la Royal Opera House y el Metropolitan Opera House.
Su trayectoria a lo largo de veintisiete años incluyó un amplio repertorio, destacándose en las óperas de Richard Wagner y de Giacomo Puccini, así como Fidelio de Beethoven y Otello de Verdi. Su voz era de timbre noble y elegante fraseo y versátil para afrontar desde pesados roles wagnerianos a algunos papeles del repertorio verdiano más ligeros: Radamés en Aida, Don Carlo o Don Álvaro en La fuerza del destino. En el repertorio wagneriano, Botha fue asumiendo poco a poco los distintos papeles, planificando su carrera. Así, comenzó con los más líricos Lohengrin y Walther en Los maestros cantores de Núremberg, después Parsifal, cantando por primera vez Siegmund en La valquiria en 2007 y Tannhäuser en 2010, ambos en Viena. En esta ciudad también hizo su primer Otello en 2009.
Debutó en el Festival de Bayreuth en 2010 como Siegmund en La valquiria de Wagner, dirigida por Christian Thielemann, papel que interpretó en ediciones sucesivas bajo la batuta de Kirill Petrenko. También cantó este papel bajo la dirección del primero y junto con la soprano Eva Maria Westbroek en el concierto-homenaje por el doscientos aniversario del nacimiento del compositor que tuvo lugar en Bayreuth en 2013.
Tras ser diagnosticado de cáncer, se vio obligado a cancelar sus compromisos. Una de sus últimas apariciones tuvo lugar en el mes de octubre como Tannhäuser en la ópera homónima en el Metropolitan, bajo la dirección de James Levine. Tras siete meses de baja, pudo cantar Siegmund en la Ópera de Budapest en junio de 2016 bajo la dirección de Ádám Fischer. No acudió ese verano al Festival de Bayreuth, pasando el mes de agosto en su Sudáfrica natal. Su último recital lo dio en la Ciudad del Cabo, a beneficio de la Asociación del Cáncer de Sudáfrica.

## Premios y reconocimientos
- En 2003 obtuvo el prestigioso título de Österreichischen Kammersänger, que otorga el Ministerio Federal de Educación, Arte y Cultura de Austria.

## Discografía selecta
- 1995 – Strauss, R.: Elektra. Daniel Barenboim, Staatsoper de Berlín.
- 1996 – Mascagni: Cavalleria rusticana. Antonio Pappano, Deutsche Oper Berlin.
- 2002 – D'Albert: Tiefland. Bertrand de Billy, Orquesta Nacional de la ORTF.
- 2002 – Puccini: Turandot (con final de Luciano Berio). Valeri Guérguiyev, Festival de Salzburgo.
- 2004 – Strauss, R.: Daphne. Semión Bychkov, Orquesta Sinfónica de la Radio de Colonia (DVD).
- 2008 – Wagner: Lohengrin. Semión Bychkov, Orquesta Sinfónica de la Radio de Colonia.
- 2008 – Wagner: Los maestros cantores de Núremberg. Christian Thielemann, Ópera de Viena (DVD).
- 2009 – Verdi: Aida. Daniele Gatti, Metropolitan Opera House (DVD).
- 2010 – Wagner: La valquiria. Christian Thielemann, Festival de Bayreuth (DVD).
- 2012 – Verdi: Otello. Semión Bychkov, Metropolitan Opera House (DVD).
- 2013 – Wagner: Parsifal. Christian Thielemann, Orquesta Estatal Sajona de Dresde (DVD).
- 2013 – Strauss, R.: La mujer sin sombra. Kirill Petrenko, Ópera de Múnich.